# Malagassiska

Dialekter

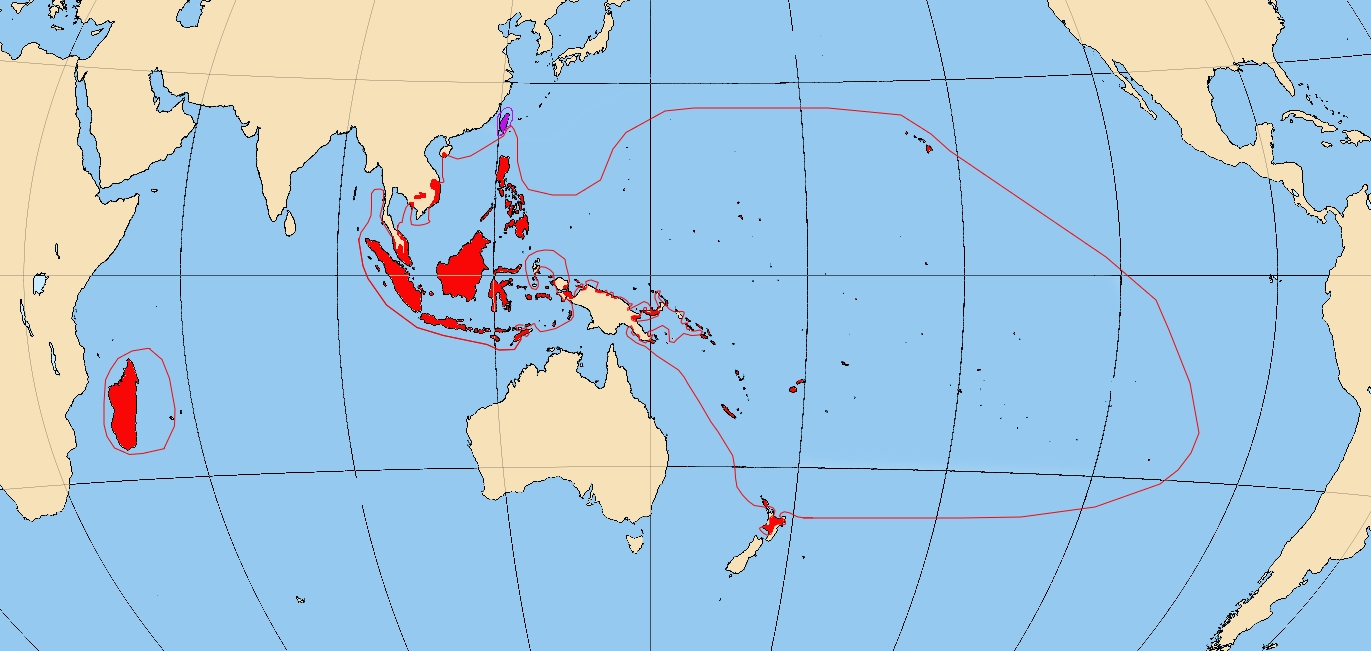
Austronesiska språk

Malagassiska  är ett austronesiskt språk med 18 miljoner talare Malagassiska talas på Madagaskar, där det är både officiellt och helt dominerande, samt på Komorerna, Mayotte och Seychellerna. De dialektala variationerna inom språket är stora och det finns två huvudsakliga dialektgrupper, den östra och den västra. Övriga austronesiska språk talas i Sydostasien och i Oceanien. Språket kom sannolikt till Madagaskar på runt 400-talet e.Kr. med folk från sydöstra Borneo.

## Skrift
Från 1400-talet  användes arabiska skriftsystem. 1824–1825 antogs ett skriftsystem baserat på 21 bokstäver i det latinska alfabetet, vilket fortfarande används.
| A a | B b | D d | E e | F f | G g | H h | I i | J j | K k | L l | M m |
| N n | M m | N n | O o | P p | R r | S s | T t | V v | Y y | Z z | .   |

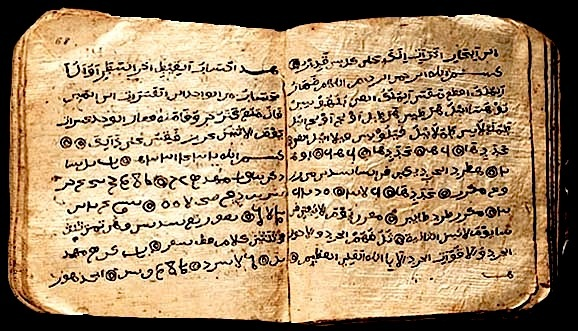
Arabiskt skriftsystem
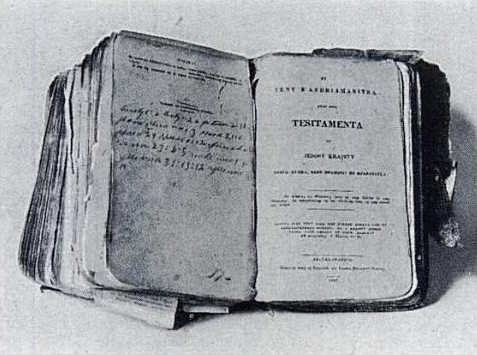
Bibel med latinskt skriftsystem

## Grammatik
Malagassiska är ett agglutinerande språk där ord bildas genom att fästa förled eller efterled till en ordstam. Orden är ofta långa, till exempel Andrianampoinimerina (ett kunganamn).

## Vokabulär
Malagassiska har många gemensamma ord med ma’anyan, ett språk som talas på södra Borneo. Malagassiskan innehåller lånord från bantuspråken på det afrikanska fastlandet, arabiska (exempelvis veckodagarna och månaderna), franska, som fortfarande är officiellt språk på Madagaskar från kolonialtiden, och engelska, som kom till ön med pirater på 1700-talet. 
| Hej       | Manao ahoana, salama |
| Hejdå     | Veloma               |
| Välkommen | Tonga soa            |
| Tack      | Misaotra             |
| Ja        | Eny                  |
| Nej       | Tsia                 |
| Man       | Lehilahy             |
| Kvinna    | Vehivavy             |
| Bok       | Boky                 |